# (5943) Lovi
(5943) Lovi es un asteroide perteneciente al cinturón de asteroides, región del sistema solar que se encuentra entre las órbitas de Marte y Júpiter, más concretamente a la familia de Matterania, descubierto el 1 de marzo de 1984 por Edward Bowell desde la Estación Anderson Mesa (condado de Coconino, cerca de Flagstaff, Arizona, Estados Unidos).

## Designación y nombre
Designado provisionalmente como 1984 EG. Fue nombrado Lovi en homenaje a George Lovi, cartógrafo astronómico, profesor de planetario y divulgador de la tradición del cielo. Formaba parte del equipo del Planetario Vanderbilt y profesor en el Museo Americano-Hayden Planetario y en el Teatro Jones Planetarium, en la ciudad de Nueva York. Autor de dos libros (Men, Monsters, and the Modern Universe y Uranometria 2000.0), creó (en 1968) y mantuvo (hasta 1992) una serie mensual de mapas estelares para la revista Sky and Telescope. Además, fue autor de la columna "Rambling Through the Skies" durante 260 números consecutivos de esa publicación (1971-1993). Un notable bibliófilo y estudioso independiente, el trabajo de Lovi varió desde la instalación del planetario hasta la presentación, y desde recorridos por el cielo nocturno hasta recorridos por los principales subterráneos y ferrocarriles de todo el mundo.

## Características orbitales
Lovi está situado a una distancia media del Sol de 2,221 ua, pudiendo alejarse hasta 2,465 ua y acercarse hasta 1,977 ua. Su excentricidad es 0,109 y la inclinación orbital 5,936 grados. Emplea 1209,58 días en completar una órbita alrededor del Sol.

## Características físicas
La magnitud absoluta de Lovi es 13,9. Tiene 4,251 km de diámetro y su albedo se estima en 0,269. 